# Hans Graf (Dirigent)
Hans Graf (* 15. Februar 1949 in Marchtrenk, Oberösterreich) ist ein österreichischer Dirigent.

## Werdegang
Hans Graf lernte als Kind Klavier und studierte an der Musikhochschule Graz Klavier und Dirigieren (Abschluss 1971). Danach besuchte er Meisterkurse bei Franco Ferrara in Siena und Hilversum sowie bei Sergiu Celibidache in Bologna und studierte ein Jahr am Konservatorium Leningrad bei Arvīds Jansons (Staatsstipendium).
1979 gewann er den ersten Preis beim Karl-Böhm-Wettbewerb in Salzburg. 1980 debütierte er bei den Wiener Symphonikern sowie 1981 an der Wiener Staatsoper. In den 1980er Jahren folgten Engagements an Opernhäusern in München, Paris, Rom, Berlin, bei den Salzburger Festspielen, Maggio Musicale Fiorentino, Aix-en-Provence, Savonlinna und 1987 das Debüt mit den Wiener Philharmonikern. Er arbeitet seit den 1990er Jahren hauptsächlich in den USA. Neben einer seit 1995 bestehenden Zusammenarbeit mit dem Boston Symphony Orchestra folgten Auftritte mit Cleveland Orchestra, Philadelphia Orchestra, New York Philharmonic, Pittsburgh Symphony Orchestra und Los Angeles Philharmonic.
Er war von 1984 bis 1994 Chefdirigent des Mozarteum Orchesters Salzburg und des Salzburger Landestheaters, an dem er dreißig Opernpremieren leitete. Danach war Graf Chefdirigent des Orquesta Sinfónica de Euskadi (1994–1996), des Calgary Philharmonic Orchestra (1994–2002), des Orchestre National Bordeaux Aquitaine und der Opéra National de Bordeaux (1998–2004), sowie des Houston Symphony (2001–2013).
Im Sommer 2013 kehrte Graf mit drei Programmen zu den Salzburger Festspielen zurück. 2013–2015 war er Professor für Orchesterdirigieren an der Universität Mozarteum Salzburg. 2017 tritt er bei den Sommerfestivals in Tanglewood (mit dem Boston Symphony Orchestra) und Aspen auf, 2018 beim Bravo Festival Vail mit dem New York Philharmonic.
Im Juli 2019 wurde Hans Graf zum Chefdirigenten des Singapore Symphony Orchestra ab 2020/21 ernannt.
Am 31. Oktober leitet Graf an der Wiener Volksoper die erste Wiener Neuproduktion von Richard Strauss’ Der Rosenkavalier seit 1968.

## Diskografie
- 2017: Alban Berg: Wozzeck. Roman Trekel, Anne Schwanewilms, Houston Symphony (Naxos). Diese Einspielung erhielt den Grammy Award 2018 in der Kategorie "Best opera recording".
- 2014: Carl Orff: Carmina Burana. Sarah Tynan, Andrew Kennedy, Rodion Pogossow, London Philharmonic Orchestra & Choir, Trinity Boys Choir (LPO)
- 2012: Paul Hindemith: Werke für Viola und Orchester (Der Schwanendreher, Trauermusik, Kammermusik Nr. 5 op. 36 Nr. 4, Konzertmusik op. 48a Ersteinspielung frühe Fassung). Tabea Zimmermann, Deutsches Symphonie-Orchester Berlin (Myrios)
- 2010: The Planets. An HD Odyssey (DVD mit NASA-Filmmaterial, Video von Duncan Kopp). Musik: Gustav Holst: Die Planeten. Houston Symphony (HS Label)
- 2009: Gustav Mahler: Das Lied von der Erde. Jane Henschel, Gregory Kunde, Houston Symphony (Naxos)
- 2007: Alexander Zemlinsky: Lyrische Symphonie op. 18, Alban Berg: Drei Stücke aus der Lyrischen Suite (Fassung für Streichorchester). Twyla Robinson, Roman Trekel, Houston Symphony (Naxos)
- 2007: George Gershwin: An American in Paris, Concerto in F, Porgy and Bess, A Symphonic Picture (arr. Richard Bennett). Jon Kimura Parker, Houston Symphony (HS Label)
- 2006: Johann Strauss Sohn: Ouverturen, Walzer, Polkas. Houston Symphony Orchestra & Chorus (HS Label)
- 2004: Béla Bartók: Der holzgeschnitzte Prinz, Igor Strawinski: Divertimento (aus Le Baiser de la Fée). Houston Symphony (Koch International)
- 2004: Wolfgang Amadeus Mozart: Requiem KV 626, Symphonie C-Dur KV 338, Sinfonia Concertante für Violine, Viola und Cello KV Anh. 104 (Fragment, orch. Hans Graf). Heidi Grant Murphy, Jane Gilbert, Stanford Olsen, Nathan Berg, Eric Halen, Wayne Brooks, Brinton Smith, Houston Symphony Orchestra & Chorus (HS Label, 2 CDs)
- 2004: Anton Bruckner: Symphonie Nr. 4 Es-Dur. Houston Symphony (HS Label)
- 2000–2004: Henri Dutilleux: Orchesterwerke: Symphonie Nr. 2, Métaboles, The Shadows of Time, Symphonie Nr. 1, Tout un monde lointain… (Cellokonzert), Timbres, Espace, Mouvement ou La Nuit Etoilée, L'Arbre des Songes (Violinkonzert), La Geôle (Ersteinspielung), Deux Sonnets de Jean Cassou, Mystère de l'Instant (Version für großes Orchester). Jean Guihen Queyras, Olivier Charlier, François Le Roux, Orchestre National Bordeaux Aquitaine (Arte Nova/SONY, 3 CDs)
- 2001: Darius Milhaud: Saudades do Brazil, Scaramouche für Saxophon und Orchester. Heitor Villa-Lobos: Descobrimento do Brazil (Suite 2 & 3). Jeremy Brown, Calgary Philharmonic Orchestra (CBC Records)
- 2001: Carl Orff: Carmina Burana. Christine Brandes, Noel E. Velasco, Stephen Powell, Ford Bend Boys Chorus, Houston Symphony Orchestra & Chorus (HS Label)
- 1998–2000: Franz Schubert: Sämtliche Symphonien, 4 Ouvertüren. Aarhus Symphony Orchestra (Kontrapunkt, 5 CDs)
- 1999: Gustav Mahler: Symphonie Nr. 1 D-Dur (mit "Blumine"). Calgary Philharmonic Orchestra (CPO Label)
- 1999: Franz Liszt: Klavierkonzerte Nr. 1 Es-Dur, Nr. 2 A-Dur, Nr. 3 Es-Dur (Op. posth., ed. Jerry Rosenblatt), Konzert im Ungarischen Stil ("Sophie Menter-Konzert", orch. P.I. Tschaikowski). Janina Fialkowska, Calgary Philharmonic Orchestra (CBC Records)
- 1997: Manuel de Falla: Nächte in Spanischen Gärten. Isaac Albeniz: Rapsodia Española, Joaquin Turina: Rapsodia Sinfonica, Xavier Montsalvatge: Concierto Breve. Angela Cheng, Calgary Philharmonic Orchestra (CBC Records)
- 1992–1994: Wolfgang Amadeus Mozart: Klavierkonzerte KV 271, 414, 456, 459, 466, 467, 482, 488, 491, 503, 537, 595. Eric Heidsieck, Mozarteum Orchester Salzburg (JVC, 6 CDs)
- 1994: Anton Bruckner: Symphonie Nr. 8. Mozarteum Orchester Salzburg (VFMO 0894-1/2)
- 1990: Wolfgang Amadeus Mozart: Violinkonzerte Nr. 1 B-Dur KV 207, Nr. 2 D-Dur KV 211, Adagio für Violine und Orchester KV 261, Rondas für Violine und Orchester KV 269 und KV 373. Benjamin Schmid, Mozarteum Orchester Salzburg (Capriccio)
- 1990: Wolfgang Amadeus Mozart: Konzerte für Flöte und Orchester KV 313 & 314, Andante für Flöte und Orchester in C-Dur KV 315, Rondo in D-Dur KV Anh. 184. Shigenori Kudo, Mozarteum Orchester Salzburg (NEC Classics)
- 1990: Wolfgang Amadeus Mozart: Tänze und Menuette. Mozarteum Orchester Salzburg (Capriccio)
- 1989–1990: Wolfgang Amadeus Mozart: Sämtliche Sinfonien. Mozarteum Orchester Salzburg (Capriccio, 13 CDs)
- 1989: Ludwig van Beethoven: Klavierkonzerte Nr. 1 C-Dur & No. 4 G-Dur. Maria Tipo, London Symphony Orchestra (EMI)
- 1989: Wolfgang Amadeus Mozart: Konzert für Flöte und Harfe KV 299, Rondo in D-Dur KV Anh. 184, Konzert für Flöte in D-Dur KV 314, Andante für Flöte und Orchester in C-Dur KV 315. Simion Stanciu, Helga Storck, Mozarteum Orchester Salzburg (Erato)
- 1988: Wolfgang Amadeus Mozart: Märsche. Mozarteum Orchester Salzburg (Capriccio)
- 1987: Alexander Zemlinsky: Es war einmal (Ersteinspielung). Eva Johansson, Kurt Westi, Aage Haugland, Per Arne Wahlgren, Danish National Radio Symphony Orchestra & Chorus (Capriccio)
- 1981: Franz Lehár: Der Rastelbinder (Ersteinspielung). Fritz Muliar, Elfie Hobarth, Helga Papouschek, Heinz Zednik, Adolf Dallapozza, Wiener Mozart Sängerknaben, ORF Chor, Radio-Symphonieorchester Wien (CPO/WDR/ORF)

## Auszeichnungen und Ehrungen
- Hans Graf ist ein Träger des insgesamt nur viermal vergebenen Dr. Karl-Böhm-Preis für junge österreichische Dirigenten, den er 1979 erhielt.[4]
- 2001: Chevalier de la Légion d'Honneur
- 2007: Goldenes Ehrenzeichen der Republik Österreich
- 2012: Benennung eines Asteroiden nach ihm: (95782) Hansgraf
- 2015: Österreichischer Musiktheaterpreis – Goldener Schikaneder in der Kategorie Beste musikalische Leitung für Feuersnot an der Volksoper Wien[5]
- 2017 ECHO Klassik Preis in der Kategorie Beste Operneinspielung des 20./21. Jahrhunderts für Wozzeck.[6]
- 2018 erhielt er den Grammy für die Einspielung von Wozzeck (Alban Berg) mit Anne Schwanewilms, Roman Trekel und dem Houston Symphony.[7]